# Nazionale femminile di hockey su pista dell'Austria
La Nazionale di hockey su pista femminile dell'Austria è la selezione femminile di hockey su pista che rappresenta l'Austria in ambito internazionale.

Attiva dal 1991, opera sotto la giurisdizione della Federazione di pattinaggio dell'Austria.

## Risultati

### Campionato del mondo
| Edizione | Sede/i            | Piazzamento      | G | V | N | P |      |
| 1992     | Springe           | Non partecipante | - | - | - | - | n.d. |
| 1994     | Tavira            | 19º posto        | 7 | 0 | 2 | 5 | Rosa |
| 1996     | Sertãozinho       | Non partecipante | - | - | - | - | n.d. |
| 1998     | Buenos Aires      | Non partecipante | - | - | - | - | n.d. |
| 2000     | Marl              | Non partecipante | - | - | - | - | n.d. |
| 2002     | Paços de Ferreira | Non partecipante | - | - | - | - | n.d. |
| 2004     | Wuppertal         | Non partecipante | - | - | - | - | n.d. |
| 2006     | Santiago del Cile | Non partecipante | - | - | - | - | n.d. |
| 2008     | Honjō             | Non partecipante | - | - | - | - | n.d. |
| 2010     | Alcobendas        | Non partecipante | - | - | - | - | n.d. |
| 2012     | Recife            | Non partecipante | - | - | - | - | n.d. |
| 2014     | Tourcoing         | Non partecipante | - | - | - | - | n.d. |

### Campionato europeo
| Edizione | Sede/i              | Piazzamento      | G | V | N | P |      |
| 1991     | Ginevra             | 9º posto         | 8 | 0 | 1 | 7 | Rosa |
| 1993     | Molfetta            | Non partecipante | - | - | - | - | n.d. |
| 1995     | Oviedo              | Non partecipante | - | - | - | - | n.d. |
| 1997     | São João da Madeira | Non partecipante | - | - | - | - | n.d. |
| 1999     | Springe             | Non partecipante | - | - | - | - | n.d. |
| 2001     | Molfetta            | Non partecipante | - | - | - | - | n.d. |
| 2003     | Coutras             | Non partecipante | - | - | - | - | n.d. |
| 2005     | Mira                | Non partecipante | - | - | - | - | n.d. |
| 2007     | Alcorcón            | Non partecipante | - | - | - | - | n.d. |
| 2009     | Saint-Omer          | Non partecipante | - | - | - | - | n.d. |
| 2011     | Wuppertal           | Non partecipante | - | - | - | - | n.d. |
| 2013     | Mieres              | Non partecipante | - | - | - | - | n.d. |
| 2015     | Matera              | Non partecipante | - | - | - | - | n.d. |